# Vibrio cholerae
Vibrio cholerae (denumit și vibrionul holeric) este o bacterie Gram-negativă în formă de virgulă. Este o bacterie facultativ-anaerobă, ce prezintă un flagel și pili. Unele tulpini ale aceste bacterii reprezintă agentul etiologic al holerei.

## Legături externe
- en Copepods și holera în apă netratată Arhivat în 14 august 2022, la Wayback Machine.
- en Vibrio cholerae El Tor N16961 Genome Page
- en Type strain of Vibrio cholerae at BacDive -  the Bacterial Diversity Metadatabase